# Premio Sam Adams
El  Premio Sam Adams, es un galardón estadounidense, entregado anualmente por los miembros de la Asociación para la Integridad en la Inteligencia Sam Adams, un grupo de oficiales retirados de la CIA, a un agente del servicio de inteligencia que ha defendido la integridad y la ética. Recibe el nombre por Sam A. Adams, un oficial de la CIA que durante la Guerra de Vietnam reveló malas prácticas relativas a la subestimación del número de tropas de Vietcong con fines políticos. El galardón tiene la forma de un candelero "que ilumina esquinas". Muchos de los galardonados con el premio han sido personas que han revelado malas prácticas dentro de los servicios de inteligencia. El galardón de 2012 fue presentado en una ceremonia en Oxford Union en enero de 2013.
Ray McGovern fundó Sam Adams Associates "para recompensar a los funcionarios de inteligencia que demostraron un compromiso con la verdad y la integridad, sin importar las consecuencias".

## Galardonados
- 2002: Coleen Rowley, exagente del FBI; criticó públicamente a su jefe, el director del FBI Robert Mueller, por no haber actuado sobre la base de un informe interno referido a un terrorista sospechoso del 11 de septiembre.[4]
- 2003: Katharine Gun, extraductura de los servicios secretos británicos; filtró información de alto secreto que mostraba actividades ilegales de Estados Unidos durante las presiones que precedieron a la Guerra de Irak information[5]
- 2004: Sibel Edmonds, extraductora del FBI; fue despedida tras acusar a altos cargos del FBI de ignorar informes de inteligencia que señalaban a al-Qaeda en ataques a Estados Unidos.[6]
- 2005: Craig Murray, exembajador británico en Uzbekistán; fue relevado de su puesto tras acusar a la administración Islom Karimov de violaciones de los derechos humanos.[4]
- 2006: Samuel Provance, exsargento del Ejército de los Estados Unidos destinado al área de Inteligencia; habló abiertamente sobre los abusos que sucedían en la prisión de Abu Ghraib[7]
- 2007: Andrew Wilkie, oficial de los servicios de inteligencia australianos; expuso que los datos del espionaje estaban siendo exagerados con la intención de favorecer el apoyo de Australia a la invasión americana de Irak.[6]
- 2008: Frank Grevil, de origen danés, filtró información clasificada que mostraba que no había una evidencia clara de armas de destrucción masiva en Irak.[8]
- 2009: Larry Wilkerson, fue jefe de personal para el secretario de estado de Estados Unidos Colin Powell y crítico con la guerra de Irak.[4]
- 2010: Julian Assange, editor en jefe y fundador de WikiLeaks[9][10]
- 2011: Thomas Andrews Drake, antiguo alto ejecutivo de la NSA; Jesselyn Radack, exconsejera de ética en el departamento de Justicia de Estados Unidos.[11]
- 2012: Thomas Fingar, exdirector del National Intelligence Council[1]
- 2013: Edward Snowden, filtrador de material de la NSA que probaba la existencia de un programa de vigilancia masiva (PRISM) por parte de esa agencia y que provocó un debate sobre ese tipo de actividades y su amplia extensión tras haber sido legalizadas por la Ley Patriota.[12][13][14]
- 2014: Chelsea Manning.[15][16]
- 2015: William Binney